# Трогир

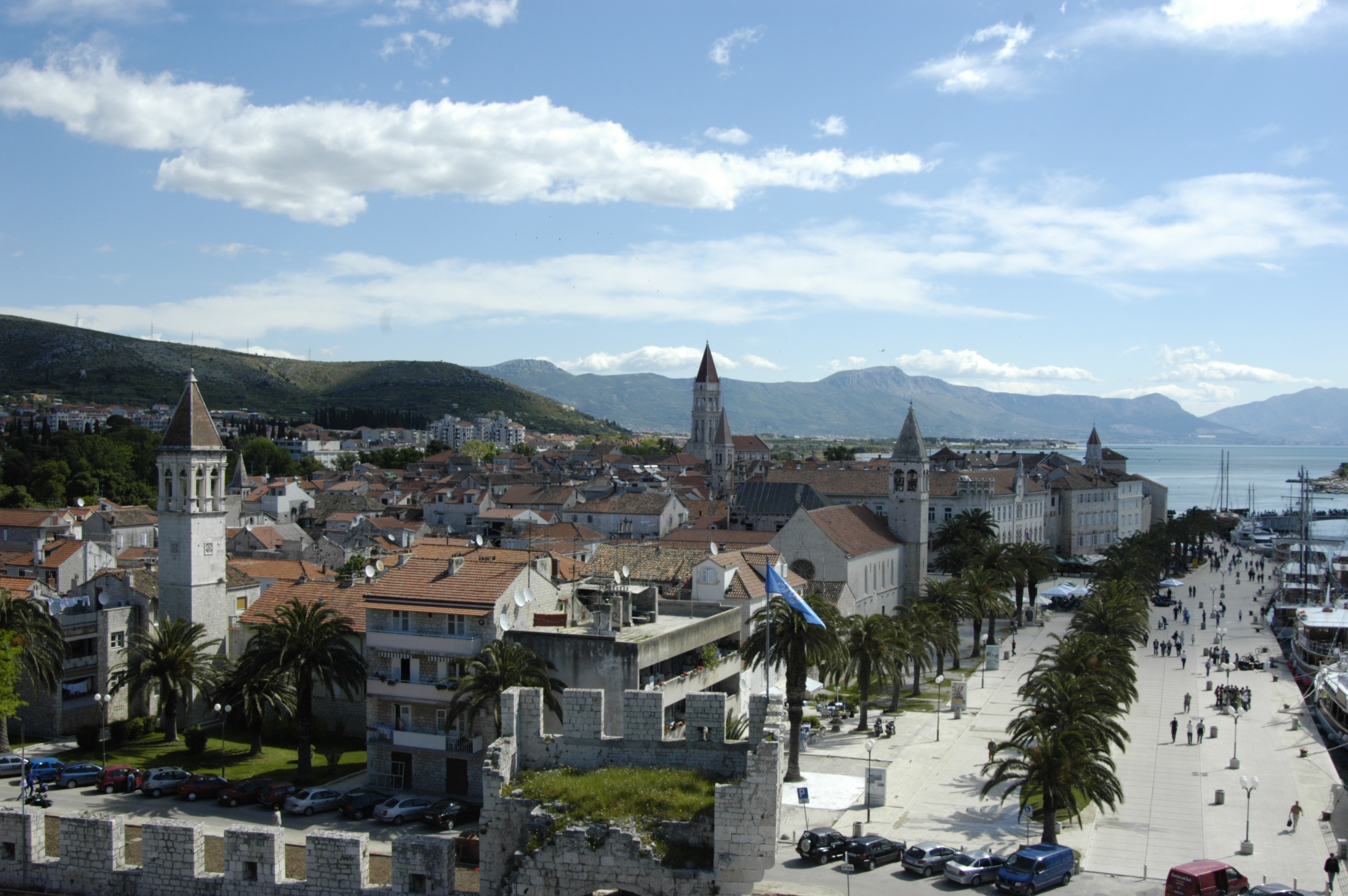
Вид на г. Трогир с крепости Камерленго

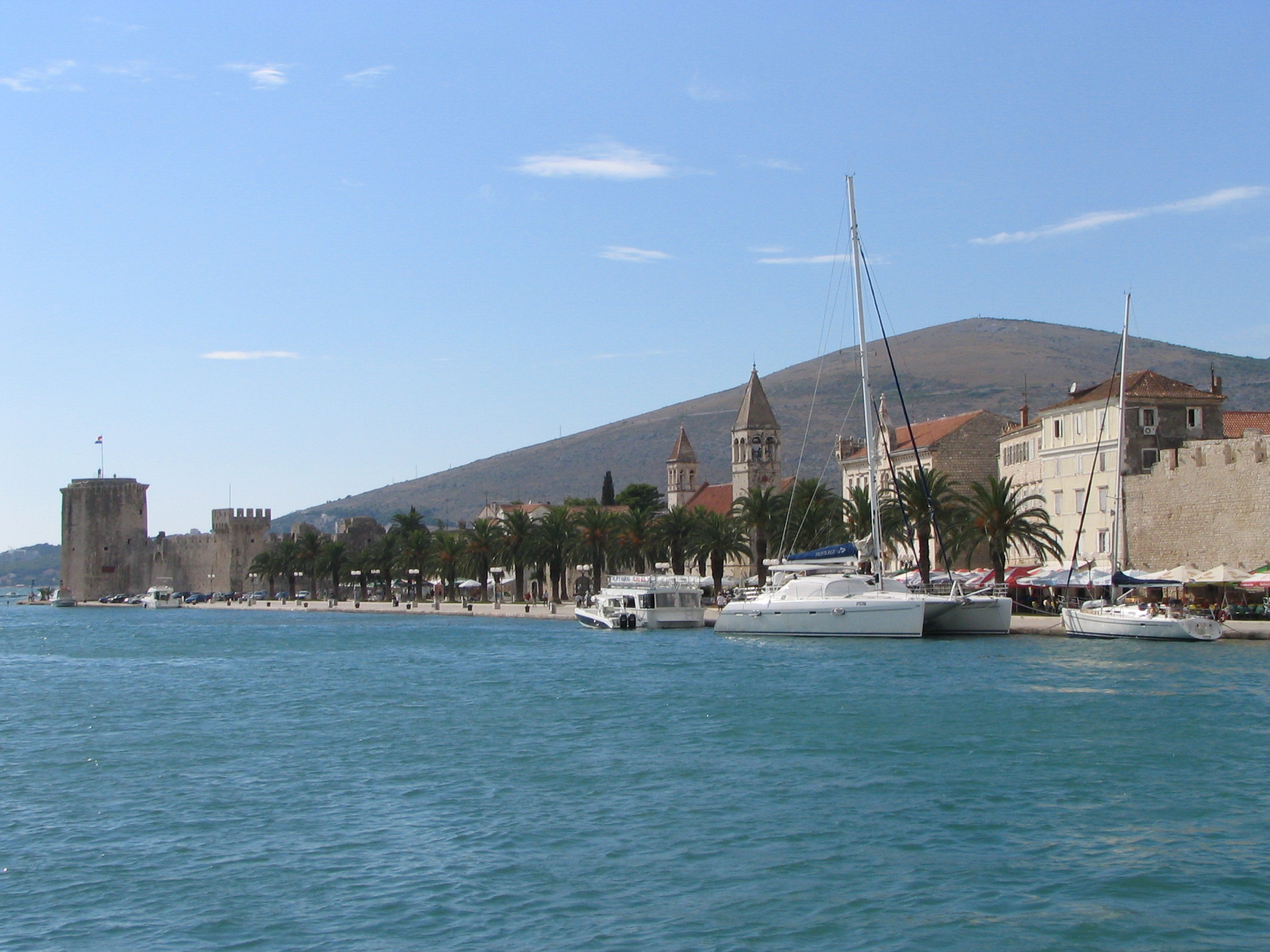
Вид на Старый город с моста на острове Чиово

Тро́гир (хорв. Trogir, итал. Traù, лат. Tragurium, греч. Τραγούριον) — город в Хорватии, в Далмации. Находится в центральной части побережья Адриатики в 27 км к северо-западу от центра г. Сплит. Население — 10 107 чел. (2021).
Центральная историческая часть городе Трогир внесена в список Всемирного наследия ЮНЕСКО.
Трогир связан городской автобусной линией со Сплитом и регулярным междугородним автобусным сообщением с другими крупными хорватскими городами. В 7 км от Трогира расположен аэропорт Сплит.
Исторический старый город расположен на небольшом островке, отделенном узкой протокой от материка и протокой пошире от большого острова Чиово. Основная часть населения Трогира живёт в материковой части города и на Чиово.
Туризм приносит более половины доходов города. Кроме туристического обслуживания, население занято рыболовством, строительством яхт и кораблей, а в окрестностях города — также виноградарством.

Панорама Трогира

## История
Трогир (Трагурион) был основан в III веке до н. э. греческими колонистами с острова Вис. Город успешно развивался, однако в римский период оказался в тени близкорасположенного и процветающего города Салона (Сплит).
В VII веке на далматинское побережье пришли славяне, и вскоре город оказался под властью хорватских королей. В XI веке в городе учреждена епархия.
В 1123 г. город был захвачен и полностью разрушен сарацинами, однако быстро был восстановлен, достигнув пика своего процветания в XIII веке.
В 1420 г. вместе со значительной частью далматинских прибрежных городов и островов Трогир перешел под контроль Венеции.
После падения венецианской республики в 1797 г. город стал частью Австрии. Во время первой мировой войны и второй мировой войны город оккупировали итальянцы, после обеих войн Трогир становился частью Югославии. После распада последней в 1990 г. город стал частью независимой Хорватии.

## Достопримечательности
- Старый город — даже среди многочисленных и хорошо сохранившихся старинных прибрежных и островных городов Далмации небольшая по площади историческая часть Трогира выделяется уникальным скоплением дворцов, храмов, башен, старинных зданий. Романская архитектура здесь органично сочетается с архитектурой ренессанса и барокко, оставшейся от венецианцев. Улочки старого города, сплетающиеся в лабиринт и пересекающие друг друга под разными углами, делают Трогир непохожим ни на один другой город хорватского побережья.
- Собор Святого Лаврентия — самое большое здание старого города (XIII—XVI век) с высокой колокольней. Жемчужиной внутреннего убранства собора является резной портал мастера Радована (1240 г.).
- Северные ворота (XVII век) — центральный вход в город со стороны материка. Рядом с воротами — статуя св. Ивана Урсини, покровителя города.
- Городские стены (XIV—XV век) — фрагменты мощных средневековых городских стен можно увидеть с северной и западной части города.
- Крепость Камерленго — крепость XV века, расположенная на западной оконечности старого города. С неё открывается живописный вид на старый город.
- Княжеский дворец (XIII век).
- Романский храм Святого Иоанна Крестителя (XIII век).
- Готическая церковь доминиканцев на набережной (XIV век).
- Неоготический дворец Чипико (XV век).
- Городская ратуша (XV век).

## Города-побратимы
- Хайдубёсёрмень
- Ужгород[1]